# Eesha Karavade
Eesha Karavade (ur. 21 listopada 1987 w Pune) – indyjska szachistka, arcymistrzyni od 2005, posiadaczka męskiego tytułu mistrza międzynarodowego od 2010 roku.

## Kariera szachowa
W 2000 r. zdobyła dwa złote medale mistrzostw Wielkiej Brytanii juniorów do 14 lat, zarówno w konkurencji chłopców, jak i dziewcząt. Wielokrotnie reprezentowała Indie na mistrzostwach świata i Azji juniorek w różnych kategoriach wiekowych, największy sukces odnosząc w 2004 r. w Koczin, gdzie zdobyła brązowy medal mistrzostw świata juniorek do 20 lat, wypełniając jednocześnie pierwszą normę na tytuł arcymistrzyni. Dwie kolejne normy zdobyła w 2005 r. podczas turniejów rozegranych w Dubaju oraz Balatonlelle. W 2011 r. zdobyła w Meszhedzie brązowy medal indywidualnych mistrzostw Azji.
Wielokrotnie reprezentował Indie w turniejach drużynowych, m.in.:
- trzykrotnie na olimpiadach szachowych (w latach 2010, 2012, 2014)[4],
- dwukrotnie na drużynowych mistrzostwach świata (w latach 2009, 2013); medalistka: indywidualnie – srebrna (2009 – na III szachownicy)[5],
- czterokrotnie na drużynowych mistrzostwach Azji (w latach 2003, 2009, 2012, 2014); trzykrotna medalistka: wspólnie z drużyną – trzykrotnie srebrna (2009, 2012, 2014)[6],
- na igrzyskach azjatyckich (w roku 2010)[7],
- na halowych igrzyskach azjatyckich (w roku 2009); medalistka: wspólnie z drużyną – brązowa (2009)[8].

Najwyższy ranking w dotychczasowej karierze osiągnęła 1 kwietnia 2014 r., z wynikiem 2414 punktów zajmowała wówczas 58. miejsce na światowej liście FIDE, jednocześnie zajmując 4. miejsce wśród indyjskich szachistek.